# Orthopsyche nadauna
Orthopsyche nadauna là một loài Trichoptera trong họ Hydropsychidae. Chúng phân bố ở miền Australasia.